# 達吾提·麥合蘇提
達吾提·麥合蘇提（1927年—2014年7月30日），又被稱為大五提和加、建武提，中國新疆維吾爾自治區庫車縣人，維吾爾人，葉爾羌阿奇木伯克貝勒品級貝子鄂對的十世孫，大清庫車回部多羅郡王第11位繼承人，俗稱“庫車王”。在中華民國時期襲封親王。曾任庫車縣政協副主席、人大代表，第8屆新疆維吾爾自治區政協、政協阿克蘇地區工作委員會委員，被媒體稱為“中國最後的王爺”。

## 家世
1758年，庫車人鄂對在平定大小和卓之亂中建功，乾隆皇帝封其為固山貝子，賞貝勒品級。鄂對之子鄂斯璊因功封贝子，詔世襲罔替，成為世襲王族。後到鄂斯璊次嫡子伊薩克，隨同官兵克復喀什噶爾等城，道光八年晉封庫車回部郡王。1912年，在中華民國建立後，郡王買買的敏贊成共和，由中華民國政府晉封為和碩親王。在庫車當地，稱其為庫車王，其世居地，稱為庫車王府。
1923年，買買的敏過世，由其姪子與女婿買甫思繼承爵位。賈甫思成為第10代庫車回部親王。
達吾提·麥合蘇提之父，為買甫思四弟買買提阿西木。1927年，達吾提·麥合蘇提出生後，過繼給其伯父買甫思，在庫車王府中長大。

## 繼承爵位及經歷
1937年8月，新疆省長盛世才逮捕買甫思，將王府及其資產充公。達吾提·麥合蘇提回到親生父親家中。
1939年1月17日，原庫車縣縣長托和大陳請省政府李溶，呈請恢復庫車親王遺爵。
1941年8月，買甫思在新疆省政府監獄內被害。
1942年5月，盛世才下令庫車縣長推選爵位繼承人選。庫車縣縣長查報庫車親王後裔，認為應在買買思以提和買買提阿西木此叔侄二人中選擇，尤推買買思以提。隨後將調查情況具文報新疆省政府。最後經庫車的宗教界以及社會名流推選，結果將買買提阿西木之子，即買甫思繼子大五提和加推選出來，準備承襲爵位。8月21日新疆省府民字第1100號，批准大五提和加承襲買甫思遺爵，並交由該縣具體承辦承襲事務。
達吾提·麥合蘇提承襲親王爵位後，由於生活困難，向省政府陳請發還王府資產，並借支四百元以供生活。警務處處長李英奇詳查回報省府，認為·麥合蘇提確實無房可居，省府財政廳將買甫思親王前被沒收的庫車城內房院及鄉村田地，部份發還達吾提·麥合蘇提。
1946年7月，國民政府監察院院長于右任乘飛機經喀什、阿克蘇來到庫車視察，接見達吾提。同行的記者盧前描述了這位“庫車王”當時情形。說庫車王“是一個可愛的青年，他的父親被盛氏害了，遺產還沒有全部發還，每月在縣府領四百元他的王俸，他曾在迪化初中畢業，他想到南京去讀書，我答應幫助他。口快的韋文元勸他丟了王位，做一個本本分分的公民，他卻說：‘這他自己不能作主。’”。
1947年，擔任庫車縣銀行副行長職務，以及新疆省政府參議員。
1949年，中華人民共和國接管新疆，達吾提·麥合蘇提被拔除職務，趕出庫車王府，任職庫車縣翻譯。
1951年至1958年，镇压反革命运动期間，被押送至阿克蘇地區強制勞改。在勞改結束後，任職農機修造廠廠長、政府翻譯等職。
1984年後，成為庫車縣政協副主席、人大代表，媒體稱其為中國年齡最大的在職公務員。曾任第8屆新疆維吾爾自治區政協委員、政協阿克蘇地區工作委員會委員等職位。
2004年，庫車縣政府投資重修庫車王府，並建設為風景區。達吾提·麥合蘇提搬回庫車王府居住。
2014年，達吾提·麥合蘇提病逝在庫車縣自家中。